# بيتر جيمس براينت
بيتر جيمس براينت (بالإنجليزية: Peter James Bryant)‏ هو ممثل أمريكي. معروف بتأدية شخصية «بلينغ» في المسلسل التلفزيوني ملاك الظلام.

## الأعمال
- أساطير الغد
- البرق
- السهم
- نزل بيتس
- سايك
- كان ياما كان
- ملاك الظلام
- أربعة مذهلون
- سكيري موفي
- جومانجي

## روابط خارجية
- بيتر جيمس براينت على موقع IMDb (الإنجليزية)
- بيتر جيمس براينت على موقع ألو سيني (الفرنسية)
- بيتر جيمس براينت على موقع قاعدة بيانات الفيلم (الإنجليزية)